# 46 (album)
Albums de Kino
45
(1982) Nachal'nik Kamchatki
(1984)
46 est le second album du groupe de rock Kino, sorti en 1983.
Son titre fait suite à celui du précédent album de Kino, 45. Néanmoins le chanteur du groupe Victor Tsoi n'a jamais reconnu cet enregistrement comme un album de Kino à part entière car il s'agit d'un assemblage de chansons non finalisées, publié sans son consentement par Aleksey Vishnya.

## Contexte
Ayant assemblé un groupe de musiciens inhabituel pour enregistrer son premier album (avec notamment la participation de membres du groupe Aquarium), Victor Tsoi enregistre cet ensemble de pistes tout en tentant de fonder un groupe à partir de rien. Le départ d'Alexei Rybin laisse Victor Tsoi seul à la réalisation,.

## Caractéristiques artistiques
Ce contexte compliqué a de fortes conséquences sur le rendu final de l'album. En effet, il en résulte un ensemble de démos de mauvaises qualité avec très peu d'accompagnement. La plupart des morceaux sont donc enregistrés à l'état brut, et donnent l'impression d'avoir été produits par Victor Tsoi dans sa chambre.
L'album permet cependant d'apercevoir les ébauches de titres qui seront plus tard des classiques de Kino tels que  Muzika Voln, Sasha, ou Dozhd Dlya Nas. Cependant, ce n'est qu'avec l'album suivant que ces chansons donneront l'impression d'être pleinement achevés.

## Fiche technique
| 1.  | Trolleybus          | 2:50 |
| 2.  | Kamchatka           | 2:11 |
| 3.  | Trankvilizator      | 5:28 |
| 4.  | Ya idu po ulitse    | 2:00 |
| 5.  | Dozhd' dlya nas     | 3:26 |
| 6.  | Pora                | 1:47 |
| 7.  | Kazhduyu noch'      | 2:48 |
| 8.  | Bez desyati         | 2:06 |
| 9.  | Muzyka voln         | 2:45 |
| 10. | Sasha               | 4:05 |
| 11. | Khochu byt' s toboy | 2:20 |
| 12. | General             | 4:05 |

| 13. | Stan' ptitsey             | 2:09 |
| 14. | Sel'va                    | 2:48 |
| 15. | Ya khochu byt' kochegarom | 1:03 |